# Szitni
Szitni (ukránul: Сітний) falu Ukrajnában, Kárpátalján, a Rahói járásban.

## Fekvése
Rahótól északra Bilin és Tiszaborkút között fekvő település.

## Története
A hegyek között, 726 méter tengerszint feletti magasságban fekvő zsáktelepülésnek a 2001 évi népszámláláskor 142 lakosa volt.